# Erebia ramondi
Erebia ramondi är en fjärilsart som beskrevs av Pierret 1848. Erebia ramondi ingår i släktet Erebia och familjen praktfjärilar. Inga underarter finns listade i Catalogue of Life.